# Pterois radiata
Pterois radiata là một loài cá biển thuộc chi Pterois trong họ Cá mù làn. Loài này được mô tả lần đầu tiên vào năm 1829.

## Từ nguyên
Tính từ định danh radiata trong tiếng Latinh có nghĩa là "tỏa ra", hàm ý có lẽ đề cập đến các tia vây ngực dài, vươn ra ngoài màng vây ở loài cá này.

## Phân bố
P. radiata có phân bố rộng khắp vùng Ấn Độ Dương - Thái Bình Dương, từ Đông Phi về phía đông đến quần đảo Marquises (Polynésie thuộc Pháp), giới hạn phía nam đến Nam Phi và Úc, ngược lên phía bắc đến Nam Nhật Bản. Quần thể ở Biển Đỏ được xác định là Pterois cincta.
P. radiata sống trên các rạn san hô và đầm phá, nhưng chúng ưa sống hơn ở vùng biển nhiều đá hơn, độ sâu đến ít nhất là 30 m.

## Mô tả
Chiều dài cơ thể lớn nhất được ghi nhận ở P. radiata là 15 cm. Thân có 5 sọc dày màu cam sẫm hoặc nâu đỏ được ngăn cách bởi những sọc mảnh màu trắng, sọc trắng tách đôi tạo thành các đốm tam giác ở lưng và bụng. Các vạch trên đầu và thân trước thường sẫm màu hơn, vạch xiên nâu đỏ có viền trắng băng qua mắt. Cuống đuôi có 2 sọc ngang hẹp, màu trắng. Tia vây ngực có màu đỏ sẫm ở phần gần, màu trắng trở ra xa (không có đốm đen), màng vây gần như trong suốt. Các tia vây còn lại màu đỏ nhạt hoặc hồng.
Các biến thể địa lý giữa quần thể Ấn Độ Dương và Thái Bình Dương được ghi nhận ở P. radiata. P. radiata Ấn có ít vảy hơn trên các bộ phận của cơ thể, đôi khi không có đốm tam giác (do sọc trắng tách đôi) giữa dải cam sẫm/nâu đỏ thứ hai đến thứ năm.
Số gai vây lưng: 12–13; Số tia vây lưng: 11; Số gai vây hậu môn: 3; Số tia vây hậu môn: 5–6; Số gai vây bụng: 1; Số tia vây bụng: 5; Số tia vây ngực: 16–17.

## Sinh thái
Thức ăn của P. radiata chủ yếu là giáp xác nhỏ. P. radiata có thể lẫn vào nhóm các loài cá mù làn khác, nhưng thường là chúng luôn sống đơn lẻ.

## Thương mại
Dù là loài có độc, P. radiata vẫn được săn đón trong ngành thương mại cá cảnh.